# H.V. Tolderlund
Hans Vandahl Tolderlund (10. januar 1836 i Vallensved, Sorø Amt – 20. oktober 1928 på Strårup, Dalby, Kolding) var en dansk politer og etatsråd.
Tolderlund var søn af førstelærer L.N.V. Tolderlund og hustru f. Schneider. Han blev uddannet på Næstved Realskole og Svend Langkjærs Handelsakademi; tog vekselmæglereksamen og etablerede sig som købmand i Næstved 1862. Han overtog en større forretning i Præstø 1871, blev byrådsmedlem (dels i Næstved, dels i Præstø) 1867-97; var svensk-norsk vicekonsul 1884-1900, overligningskommissær 1869-1900, direktør for Sydsjællands Laane- og Sparebank 1871-1900 og for Brandassuranceforsikringen for rørlige Ejendele i Sjælland Stifts Købstæder.
Han var medlem af tilsynsrådet for Kongeriget Danmarks Hypotekbank, af bestyrelsens forretningsudvalg for Nationalforeningen til Tuberkulosens Bekæmpelse og af Rigsretten; medlem af Bestyrelsen for Fællesforeningen for Danmarks Handelsstand; tidligere formand for Centralforeningen for Sjællands Stifts Handelsforeninger. Landstingsmand fra 1894 for Højre. Han var Ridder af Dannebrog.
Han var gift med Viktoria Elvine f. Richter, f. 18. juli 1839.